# Torrão (Alcácer do Sal)
Torrão – sołectwo w gminie Alcácer do Sal (Portugalia). Położone na obszarze 372,76 km², zamieszkane przez 2758 osób (dane z 2001). Gęstość zaludnienia: 7,4 osoby/km².